# لوئیس پائولینو سیلز
لوئیس پائولینو سیلز کالدرون (زاده ۱۳ دسامبر ۱۹۴۱ در سان خوزه) یک وکیل، مهندس عمران و داور سابق فوتبال اهل کاستاریکا است. او به خاطر قضاوت دو بازی (برزیل مقابل اسکاتلند و لهستان مقابل بلژیک) در جام جهانی فوتبال ۱۹۸۲ شناخته شده است. او همچنین در بازی‌های المپیک تابستانی ۱۹۸۰ و ۱۹۸۴ قضاوت کرد.
مسابقات آپرتورا فصل ۱۸–۲۰۱۷ لیگ برتر کاستاریکا به او اختصاص داشت.